# Институт теории и истории изобразительных искусств
Нау́чно-иссле́довательский институ́т тео́рии и исто́рии изобрази́тельных иску́сств Российской академии художеств (сокр. НИИ РАХ) — российский государственный научно-исследовательский институт в Москве, один из основных (наряду с Институтом искусствознания в Москве и Институтом истории искусств в Санкт-Петербурге) центров изучения искусства России и зарубежных стран.
НИИ теории и истории изобразительных искусств Российской академии художеств создан в 1947 году для усиления роли Академии художеств СССР в качестве ведущего научно-творческого центра в области изобразительных искусств. Со времени основания здесь ведутся научные исследования истории пластических искусств, современного художественного процесса (отечественного и зарубежного), благодаря чему развёрнуто искусствоведческое обеспечение деятельности Академии художеств. Институт выпускает по 20 −30 изданий в год (книг, монографий, научных сборников, альбомов, учебников, популярной литературы), что отвечает интересам не только профессионального сообщества, но и широкой публики.
Директорами института были действ. член АХ СССР К. Ф. Юон (1948—1950), член-корр. АХ СССР Н. Г. Машковцев (1950—1951, и. о.), член-корр. АХ СССР А. И. Замошкин (1951—1954), Ф. И. Калошин (1955—1962), действ. член РАХ А. К. Лебедев (1963—1988), действ. член РАХ В. В. Ванслов (1988—2013), действ. член РАХ А. В. Толстой (2013—2016), член-корр. РАХ Н. В. Толстая (2016-2023). 26 сентября 2023 года Президиумом РАХ на должность директора избран акад. РАХ С. С. Ступин. Заместитель директора по научной работе — член-корр. РАХ Д. В. Кейпен-Вардиц.
Среди сотрудников института: 9 академиков, 4 члена-корреспондента и 3 почетных члена Российской академии художеств, 19 докторов и 34 кандидата наук.
Деятельность научных специалистов сосредоточена в отделах:
- искусства XX—XXI веков
- русского искусства
- монументального искусства и художественных проблем архитектуры
- художественных проблем дизайна, декоративного и народного искусства
- теории искусства
- художественной критики
- зарубежного искусства
- словаря художников России
- проблем художественного образования
- восточного искусства

При Институте действуют научные семинары «Вопросы художественной критики» и «Новейшие художественные течения»
В работе научных семинаров принимают участие сотрудники НИИ РАХ, других искусствоведческих и культурологических институтов, университетов, музеев, реставрационных мастерских.